# Musical Farmer
Topolino agricoltore (Musical Farmer) è un film del 1932 diretto da Wilfred Jackson. È un cortometraggio animato della serie Mickey Mouse.
È uscito l'11 luglio 1932.

## Trama
In questo cortometraggio Topolino è il contadino di una fattoria aiutato dalla collaborazione di Pluto che semina l'orto del padrone tramite la sua coda facendo anche scappare dei corvi che rubano i semi. Subito dopo Topolino vede Minnie mungere una mucca cantando in compagnia delle sue oche e decide di spaventarla con Pluto travestito da spaventapasseri, ma viene scoperto. Decide così di divertirsi suonando della musica assieme agli animali della fattoria mentre Minnie inizia a danzare. Ciò permette anche la produzione delle uova da parte delle galline, tra le quali una di nome Fanny depone un uovo enorme. Topolino decide di fotografare l'evento, ma alla fine, dopo molte peripezie, spella tutte le galline con il flash della macchina fotografica.